# 拉海马国家公园
拉海马国家公园是爱沙尼亚北部的一座国家公园，位于首都塔林以东70公里处。它成立于1971年，是前苏联第一个被指定的国家公园。它是爱沙尼亚最大的公园，也是欧洲最大的国家公园之一。其成立的目的是保护、研究并发展爱沙尼亚北部的景观、生态系统、生物多样性和国家遗产。

## 地理
公园成立于1971年，是爱沙尼亚最受欢迎的旅游胜地之一。很多公司提供从塔林到公园的一日游服务，另外很多游客选择自驾。森林覆盖率超过70%，该地区含有丰富的植物群和动物群。

## 外部連結
- 维基共享资源上的相關多媒體資源：拉海马国家公园

- Administration of Lahemaa National Park
- Lahemaa article at Estonica （页面存档备份，存于）